# Joelle Séka
Pour les articles homonymes, voir Seka (homonymie).
Joelle Séka aussi appelée Joelle C est une chanteuse originaire de la Côte d'Ivoire née le 13 juillet 1970 et morte le 14 février 2008 d'une insuffisance rénale.

## Carrière
Joëlle C a débuté comme choriste à l'Orchestre Acikongo qu'elle intègre en 1984. Un an après, c'est-à-dire en 1985, elle rejoint l'orchestre tradi-moderne TP Audiorama, réalisant ainsi l'un de ses rêves qui était de faire partie de ce groupe. L'orchestre de l'Armée de l'Air ivoirienne (GATL) fait appel à elle à l’aube des années 1990. Elle continuera cependant à faire ses classes dans d’autres formations musicales comme le « King vision » de Gadji Céli.

## Parcours musical
En 1996, Joelle C sort son premier album baptisé Ayela et se fait appeler Joëlle Séka.
Joëlle C est révélée, en 2002, en Côte d’Ivoire et dans d'autres pays africains comme le Ghana, le Mali par son quatrième opus, Prends-moi C’ l’amour. Cet album connaît un grand succès et lui attribue Le Top d’or de la meilleure artiste ivoirienne, dans la catégorie variété, pour l’année 2003.
Quatre années après les fans savouraient encore Prends-moi C' l'amour. Forte de cela, Joëlle C décida de faire un concert live. En juillet 2006, elle donna donc son premier show live au Palais de la Culture.
En 2007, Joëlle C annonce sa rentrée artistique avec un nouvel opus baptisé Kita. Un album de variétés qui comporte 10 titres (Samba II, Seigneur, Elékèké, Amigo, Comme Dieu et Attié Mix, etc). Kita, un pagne traditionnel tissé à la main, symbole de noblesse et de prestige en pays Akan.

## Discographie
- 1996: Ayela
- 1998: Jala
- 2000: Yéka(héritage)
- 2002: Prends-moi c' l'amour
- 2007: Kita